# Allognosta fuscipennis
Allognosta fuscipennis är en tvåvingeart som beskrevs av Günther Enderlein 1921. Allognosta fuscipennis ingår i släktet Allognosta och familjen vapenflugor.
Artens utbredningsområde är Taiwan. Inga underarter finns listade i Catalogue of Life.